# Schell (Moselle)
Pour les articles homonymes, voir Schell.
Schell est une ancienne commune française du département de la Moselle, rattachée à Volstroff depuis 1811.

## Toponymie

### Anciennes mentions
- Schell[1] et Schellen (XVIIIe siècle), Chelle (1712)[1], Chel (carte Cassini)[1], Schel et Vinsberg (1792), Sehel (1793)[2], Sehele (1801)[2].
- Schell en francique lorrain[3].

### Étymologie
Le nom de Schell paraît emprunté à l'adjectif germanique Schoel ou Scheel signifiant oblique, tortu. Des dénominations analogues se rencontrent très souvent dans les noms des lieux habités. Il existe des Breitfeld, des Breitweiler, des Dickweiler, des Langweiler, des Longvilly, des Villers-le-Rond, etc. Schell produit une description du même genre. Le nom de Schell demeure cependant incomplet, il faut sous-entendre un Dorf, un Weiler ou tout autre substantif auquel la figure oblique de l'endroit soit sujette à être reportée.

## Histoire
Au début du XVIIe siècle, Schell était situé dans la prévôté de Thionville et dépendait du duché de Luxembourg (la prévôté sera rattachée au royaume de France en 1659 à la suite du Traité des Pyrénées). Dans le dénombrement de 1611, le village était taxé à deux feux et comportait sept familles dont une était considérée comme pauvre et une autre était exemptée. 
Quelques années plus tard, la guerre de Trente Ans a particulièrement ravagé le secteur et les massacres et épidémies de pestes n'épargnèrent pas la population. Certains villages ont été définitivement ruinés comme ce fut le cas pour Terlange ou Rexange. Schell aurait pu suivre ce même destin. En effet, en 1667, l'aveu de dénombrement de Charles et François d'Attel, seigneurs en partie de Luttange, décrit le village comme « présentement tout en bois et il n'y a aucune apparence de maison ». En étudiant les registres paroissiaux de Luttange dont Schell dépendait avant la Révolution, on constate cependant que Schell, ainsi que Vinsberg et Kirsch ont été repeuplés à partir de 1687 grâce à l'arrivée de familles originaires de la Thiérache (notamment Wallers-Trélon, Fourmies ou Momignies),. 
Pendant la Révolution française, Schell devient une commune avec Vinsberg pour annexe, jusqu'au 26 avril 1811, date à laquelle ils furent ensemble réunis à Volstroff. Le maire de Schell et Vinsberg était Jean Coquard, de l'an VIII (1800) jusqu'au rattachement avec la commune de Volstroff.

## Démographie
| 1793 | 1800 | 1806 |
| ---- | ---- | ---- |
| 52   | 64   | 64   |